# ハナム省
ハナム省（ハナムしょう、ベトナム語：Tỉnh Hà Nam / 省河南  発音）は、ベトナムの紅河デルタ地方に位置したかつての省。省都はフーリー市。
2025年、ナムディン省と共にニンビン省に統合された。

## 行政区画
1市2市社4県で構成される。
- フーリー市（Phủ Lý / 府里）
- ズイティエン市社（Duy Tiên / 維先）
- キムバン市社（Kim Bảng / 金榜）
- リーニャン県（Lý Nhân / 里仁）
- タインリエム県（Thanh Liêm / 清廉）
- ビンルック県（Bình Lục / 平陸）